# Casa Puiggener
La casa Puiggener era un edifici situat al carrer dels Escudellers de Barcelona, actualment desaparegut.

## Història
Al segle xvii, Maria de Lanuza i d'Oms (germana de Joan de Lanuza i d'Oms) era propietària d'una finca al carrer dels Escudellers, que fou heretada per Carles de Puiggener-Orís i Descatllar, fill de Carles de Puiggener i d'Orís, primer marquès d'Orís. Aquest va adquirir una casa veïna a Francesc Amat i Puigdoura, i entre 1764 i 1765 les va fer reformar a càrrec del mestre de cases Isidre Lliberós. El 1765, va obtenir llicència per a construir-hi una gelosia («bantalla bombada» en la terminologia de l'època) al primer pis.
El desembre del 1781, el seu veí Felip Marià de Riquer i de Sabater va formular una denúncia contra ell per haver edificat unes parets que privaven el seu jardí de llum i vistes. Carles de Puiggener-Orís va morir en ple litigi, i Felip de Riquer va seguir pledejant contra la seva vídua Anna de Boïl d'Arenós, fins que el setembre del 1782 l'alcalde major sentencià a favor d'ella. Riquer hi va récorrer, i finalment, el gener del 1783 fou dictaminat que Anna de Boïl hauria d'enderrocar algunes de les parets que molestaven el seu veí. Aquell mateix mes, va demanar permís per a obrir una finestra a la botiga de la planta baixa.
L'hereva Ramona de Puiggener-Orís i de Boïl d'Arenós, baronessa d’Orís, senyora de Vallguarnera, Pollestres, Vilarnau, Santa Cecília i Sant Hipòlit de Voltegrà i Torelló, es va casar amb Pere de Sentmenat i de Copons, marquès de Castelldosrius, que el 1796 va demanar permís per a eixamplar una porta i convertir una finestra en porta, i novament el 1798 per a eixamplar-ne una porta. El 1801, l'hereu Carles de Sentmenat i de Puiggener va demanar permís per a reformar la porta d'una botiga, sota la direcció del mestre de cases Agustí Huguet, i novament el 1802 per a transformar-hi una finestra en porta. El 1804, la seva vídua Ramona de Riquer i de Ros va demanar permís per a remuntar-hi un pis, i novament el 1808 per a eixamplar el portal d'una botiga.
El marquès Pere Carles de Sentmenat i de Riquer va morir el 1856, i el 1859, els tutors del seu fill Ramon de Sentmenat i Sáenz-Ramírez posaren la finca en subhasta, essent adquirida en emfiteusi pel fabricant Pere Manté i Gual i l'impressor Narcís Ramirez i Rialp, que van enderrocar-la per a obrir-hi el passatge dels Escudellers.

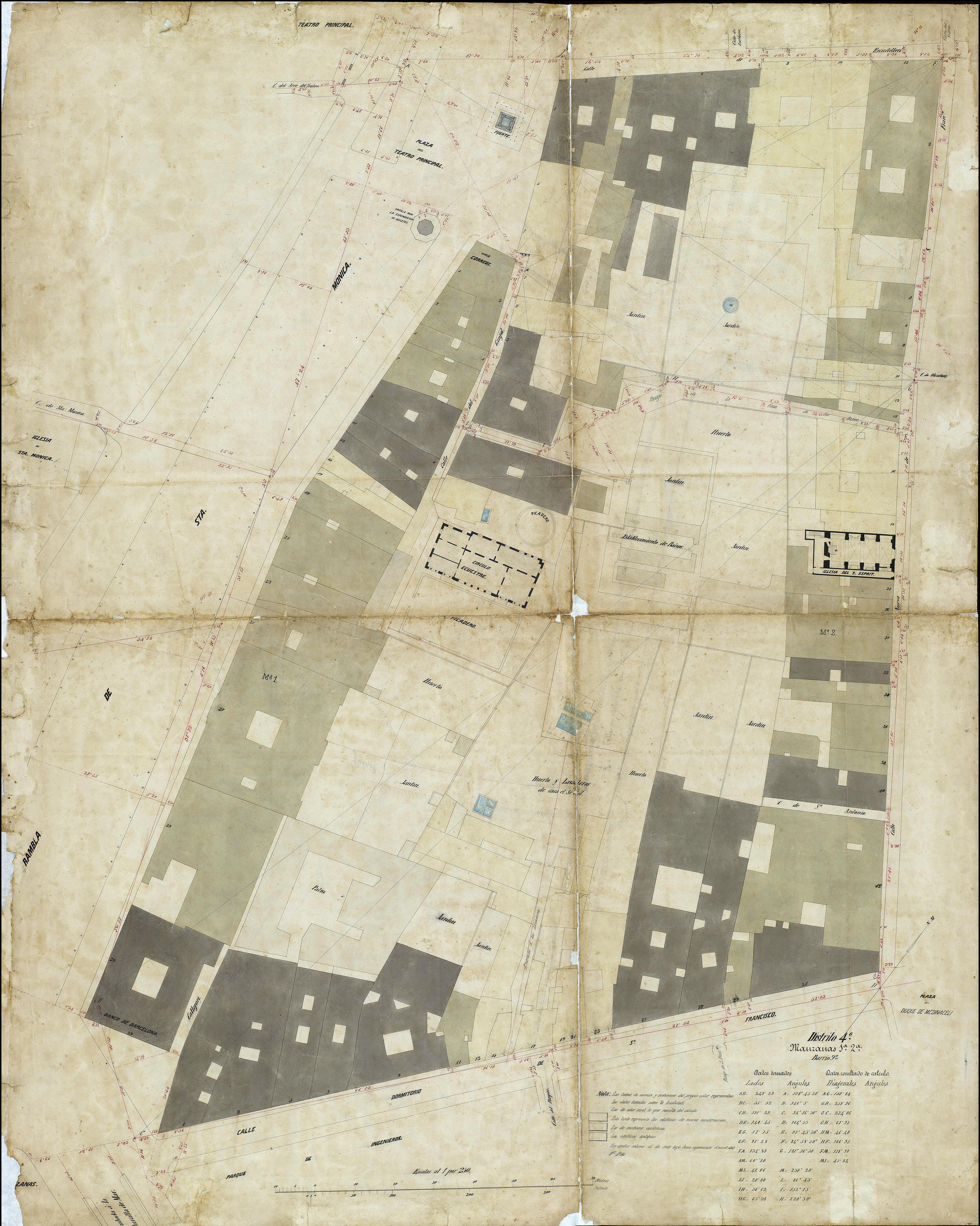
Quarteró núm. 112 de Garriga i Roca (c. 1860)